# Municipio de Miami (condado de Montgomery)
El municipio de Miami (en inglés: Miami Township) es un municipio ubicado en el condado de Montgomery en el estado estadounidense de Ohio. En el año 2010 tenía una población de 50735 habitantes y una densidad poblacional de 570,79 personas por km².

## Geografía
El municipio de Miami se encuentra ubicado en las coordenadas 39°37′36″N 84°15′50″O / 39.62667, -84.26389. Según la Oficina del Censo de los Estados Unidos, el municipio tiene una superficie total de 88.89 km², de la cual 87.85 km² corresponden a tierra firme y (1.17%) 1.04 km² es agua.

## Demografía
Según el censo de 2010, había 50735 personas residiendo en el municipio de Miami. La densidad de población era de 570,79 hab./km². De los 50735 habitantes, el municipio de Miami estaba compuesto por el 87.45% blancos, el 5.95% eran afroamericanos, el 0.2% eran amerindios, el 3.63% eran asiáticos, el 0.02% eran isleños del Pacífico, el 0.85% eran de otras razas y el 1.91% pertenecían a dos o más razas. Del total de la población el 2.36% eran hispanos o latinos de cualquier raza.